# Tsubame (Shinkansen)
Tsubame (つばめ?) es un servicio de transporte de tren de alta velocidad operado por la Kyushu Railway Company (JR Kyushu) parte del Kyushu Shinkansen en Japón desde 2004.
La palabra Tsubame (燕?) en japonés significa "golondrina", y se ha utilizado en una sucesión de trenes expresos limitados en las líneas principales de Tōkaidō y Sanyo en Japón desde 1930.

## Historia

### Preguerra
El nombre "Tsubame"(originalmente escrito como "燕") fue utilizado por primera vez desde el 1 de octubre de 1930 para limitarse a servicios expresos que operaban entre Tokio y Kobe-Hyōgo, dirigidos por las locomotoras de vapor JNR Clase C51 y JNR Clase C53. Estos servicios operaron hasta el 30 de septiembre de 1943.

### Posguerra
El nombre fue restablecido (esta vez por escrito como "つばめ") del 1 de enero de 1950 para los servicios expresos limitados que operaban entre Tokio y Osaka, dirigidos por la locomotora JNR Clase C62 de vapor y de la locomotora JNR Clase EF58 eléctrica, y más tarde por las 151 series de EMU. Desde el 1 de octubre de 1964, tras la apertura del Tōkaidō Shinkansen, el nombre fue reasignado a los trenes expresos limitados de Shin-Osaka y Hakata. Desde el 1 de octubre de 1965, los servicios se extendieron a operar entre Nagoya y Hakata, operado por las series 481 y 583 de EMU. Estos servicios continuaron hasta el 9 de marzo de 1975.

### JR Kyushu
El término 'Tsubame' revivió una vez más por la JR Kyushu desde el 15 de julio de 1992 para los servicios expresos limitados que operan en las líneas principales de Kagoshima-Mojiko, así cómo Hakata y Nishi-Kagoshima (ahora Kagoshima-Chuo).
Estos servicios operados hasta el 12 de marzo de 2004, el día antes de que el Kyushu Shinkansen estuviera en función.

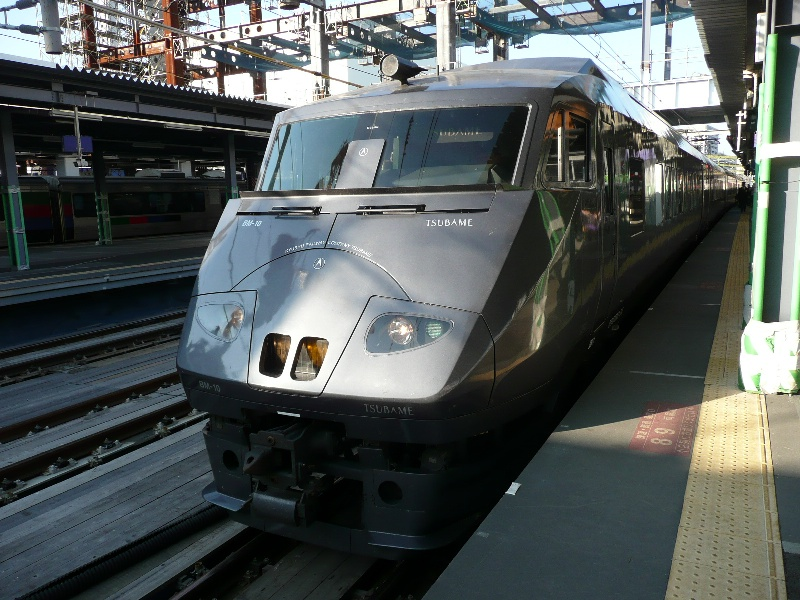
Tsubame (series 787) en la estación de Hakata, 2007

Con el inicio de los servicios en el Kyushu Shinkansen entre Shin-Yatsushiro y Kagoshima-Chuo del 13 de marzo de 2004 los servicios de la nueva Relay Tsubame iniciado en la línea principal de Kagoshima entre Hakata y Shin-Yatsushiro.
Cuando se abrió el resto del Kyushu Shinkansen, el 12 de marzo de 2011, el Tsubame se convirtió en un servicio de todas las estaciones (similar al Kodama en el Tōkaidō y Sanyo Shinkansen) que opera principalmente entre Hakata y Kumamoto. Los servicios operan dos veces por hora en cada dirección durante la mañana y la tarde, y una vez por hora durante la mitad del día. Algunos servicios del Tsubame también se ejecutan desde Kagoshima-Chuo.

## Formaciones

### Serie N700 (excepto 323, 325, 327, 378)
| ←Kagoshima-Chūō | ←Kagoshima-Chūō | ←Kagoshima-Chūō | ←Kagoshima-Chūō | Hakata→ | Hakata→ | Hakata→ | Hakata→ | Hakata→ |
| 1               | 2               | 3               | 4               | 5       | 6       | 6       | 7       | 8       |
| NR              | NR              | NR              | R               | R       | R       | G       | R       | R       |

### Serie N700 (Tsubame323, 325, 327)
| ←Kagoshima-Chūō | ←Kagoshima-Chūō | ←Kagoshima-Chūō | ←Kagoshima-Chūō | Hakata→ | Hakata→ | Hakata→ | Hakata→ | Hakata→ |
| 1               | 2               | 3               | 4               | 5       | 6       | 6       | 7       | 8       |
| NR              | NR              | NR              | NR              | NR      | R       | G       | R       | R       |

### Serie N700 (Tsubame378)
| ←Kagoshima-Chūō | ←Kagoshima-Chūō | ←Kagoshima-Chūō | ←Kagoshima-Chūō | Sendai→ | Sendai→ | Sendai→ | Sendai→ | Sendai→ |
| 1               | 2               | 3               | 4               | 5       | 6       | 6       | 7       | 8       |
| NR              | NR              | NR              | NR              | NR      | NR      | G       | NR      | NR      |

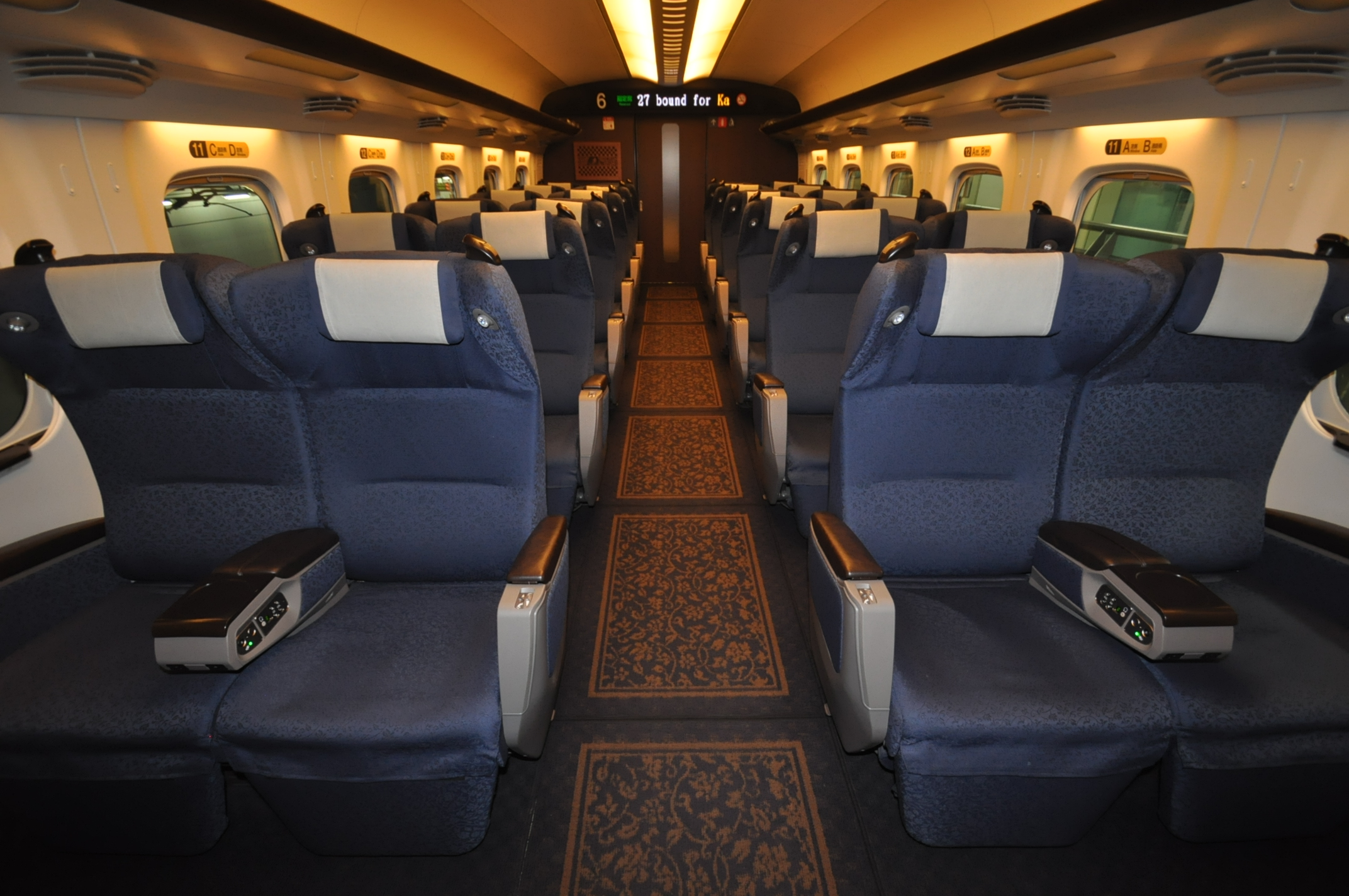
Series N700-8000 coche verde de primera clase
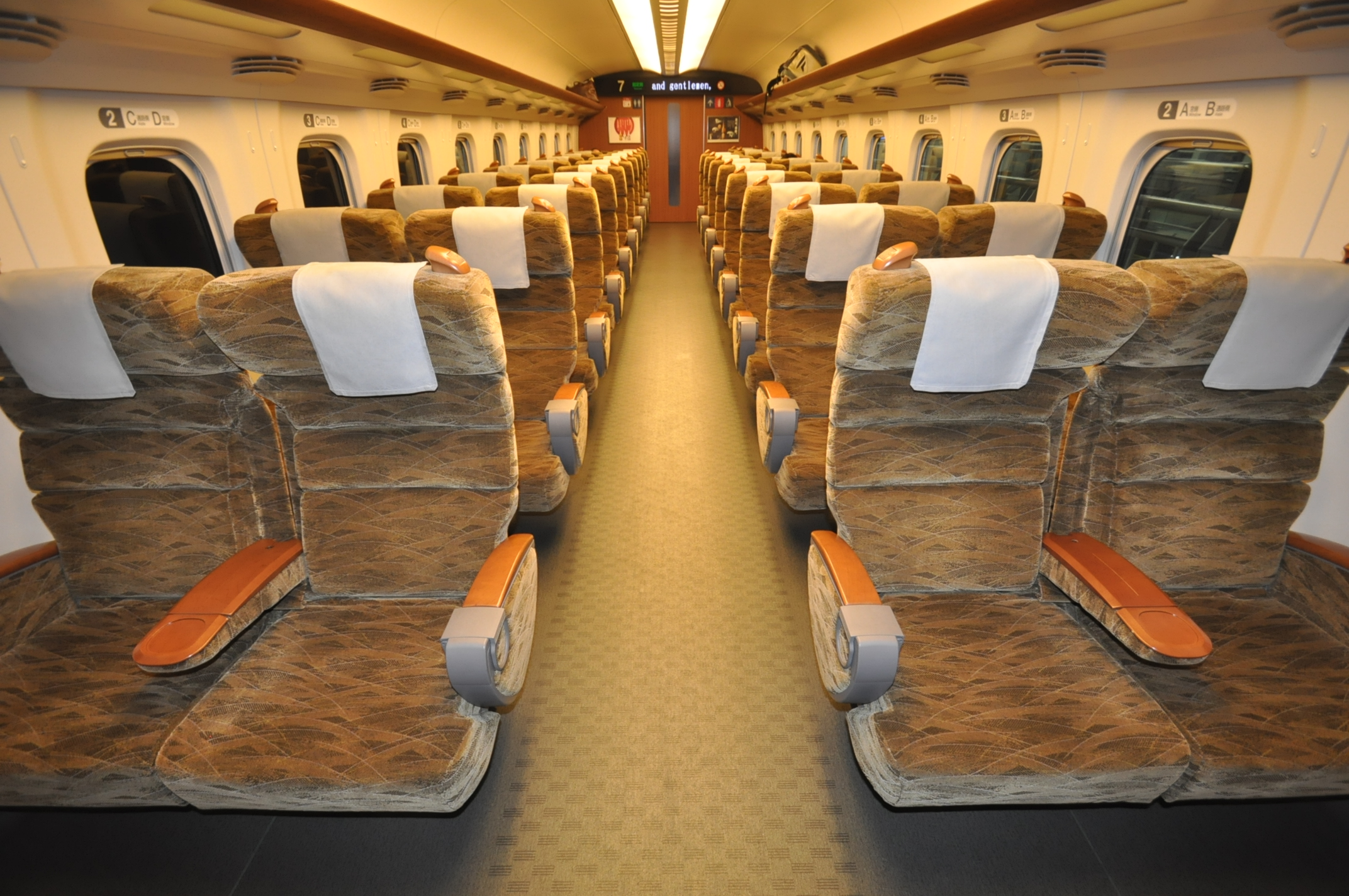
Series N700-8000 coche de asientos reservados de clase estándar
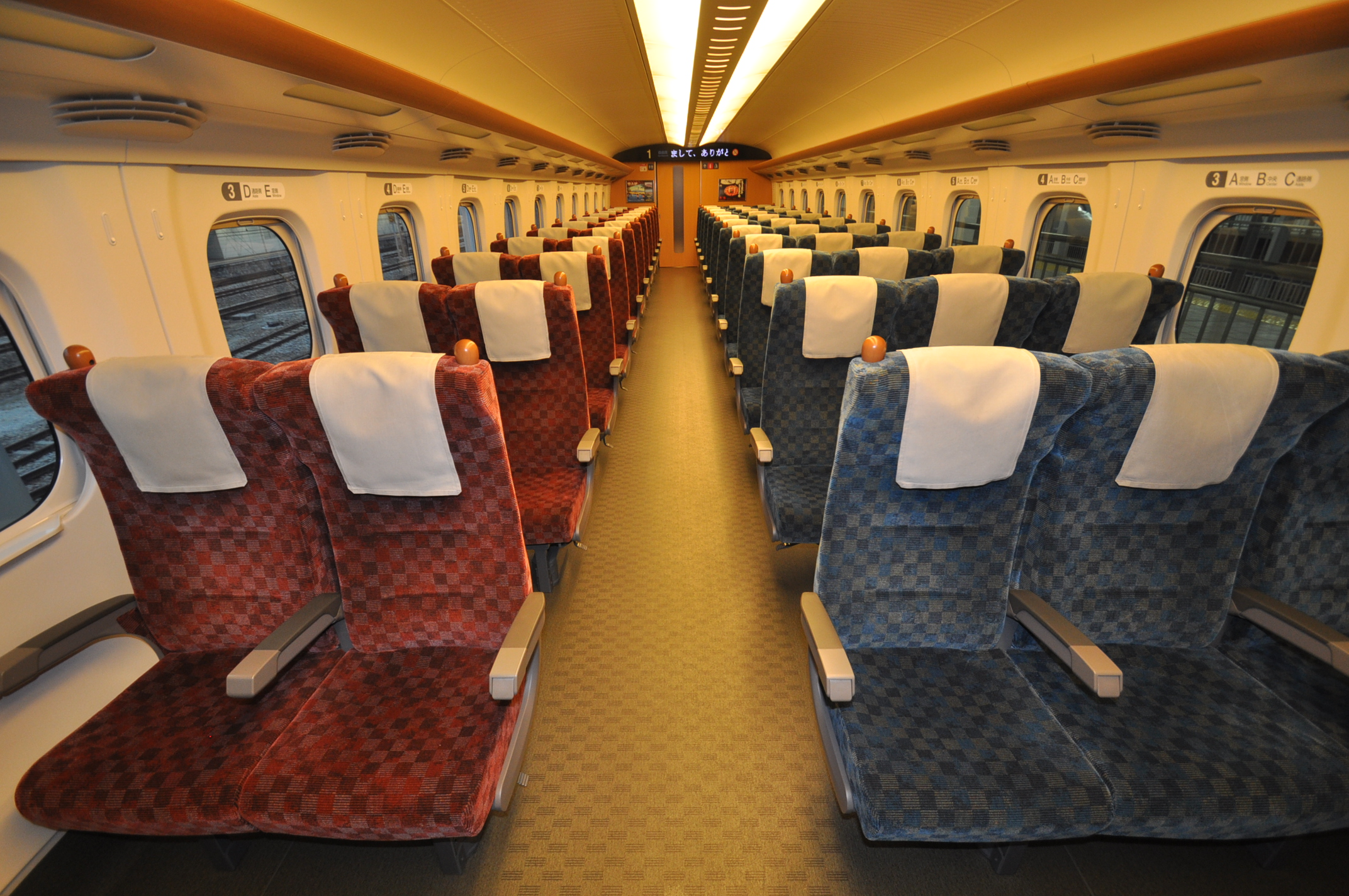
Series N700-8000 coche de asientos no reservados de clase estándar

### Serie 800(excepto 381, 320, 321, 322, 324, 326, 328, 330, 376)
(Todos los coches son de no fumadores)
| ←Kagoshima-Chūō | ←Kagoshima-Chūō | ←Kagoshima-Chūō | ←Kagoshima-Chūō | Hakata→ | Hakata→ | Hakata→ | Hakata→ | Hakata→ |
| 1               | 2               | 3               | 4               | 5       | 6       |         |         |         |
| NR              | NR              | NR              | R               | R       | R       |         |         |         |

### Serie 800 (Tsubame381, 320, 322, 324, 326, 328, 330, 376)
| ←Kagoshima-Chūō | ←Kagoshima-Chūō | ←Kagoshima-Chūō | ←Kagoshima-Chūō | Hakata→ | Hakata→ | Hakata→ | Hakata→ | Hakata→ |
| 1               | 2               | 3               | 4               | 5       | 6       |         |         |         |
| NR              | NR              | NR              | NR              | R       | R       |         |         |         |

### Serie 800 (Tsubame321)
| ←Kagoshima-Chūō | ←Kagoshima-Chūō | ←Kagoshima-Chūō | ←Kagoshima-Chūō | Sendai→ | Sendai→ | Sendai→ | Sendai→ | Sendai→ |
| 1               | 2               | 3               | 4               | 5       | 6       |         |         |         |
| NR              | NR              | NR              | NR              | NR      | NR      |         |         |         |

- G: Coche verde (primera clase) (asientos reservados)
- R: asientos reservados de clase estándar
- NR: Asientos en clase estándar no reservados